# The Equalizer 2
The Equalizer 2 (titulada El protector 2 en España y El justiciero 2 en Hispanoamérica) es una película estadounidense de suspense dirigida por Antoine Fuqua y escrita por Richard Wenk. Es una secuela de la película de 2014 The Equalizer, basada en la serie de televisión del mismo nombre. Está protagonizada por Denzel Washington, Ashton Sanders, Pedro Pascal, Melissa Leo y Bill Pullman. La película fue estrenada por Sony Pictures Releasing el 20 de julio de 2018.

## Sinopsis
El exagente de la Marina y DIA Robert McCall ahora vive en Boston. Trabaja como conductor de Lyft y ayuda a los menos afortunados con la ayuda de su amiga cercana y ex colega de DIA, Susan Plummer. 
McCall viaja a Estambul para recuperar a la hija de nueve años de la dueña de una librería, Grace Braelick, quien fue secuestrada por su abusivo padre turco. También ayuda a Sam Rubinstein, un anciano sobreviviente del Holocausto que busca una pintura de su hermana que murió en los campos de exterminio nazis. McCall lleva al hospital a una mujer abusada y afectada por consumo de drogas en una fiesta privada, y castiga a los abusadores, regresa a casa y descubre que el patio de su apartamento ha sido atacado y pintado por pandilleros. Acepta una oferta de Miles Whittaker, un joven residente con antecedentes artísticos pero problemáticos, para pintar y reparar el muro afectado en las paredes del patio.
Susan y el oficial de la DIA Dave York, ex ayudante de McCall, son llamados para investigar el asesinato y posible suicidio de un afiliado de la agencia, y su esposa en un departamento en Bruselas. En su hotel, Susan es abordada en su habitación y asesinada, se presume que fue durante un robo, pero McCall interviene en la investigación de este crimen y determina que la puñalada fatal fue cometida por expertos, sugirió que ella era el objetivo del ataque y el asesinato suicidio fue un montaje. McCall informa a Dave York de sus hallazgos para seguir adelante trabajando en el caso.
Durante uno de sus viajes de Lyft, McCall es atacado por un asesino que se hace pasar por pasajero, McCall lo enfrenta, mata al hombre y recupera su teléfono móvil. Descubre que el número de Dave York está en la lista de llamadas del teléfono y se enfrenta a York en su casa, por considerar que él lo envía para matarlo. York admite que se convirtió en mercenario después de sentirse usado y descartado por el gobierno, y confiesa que ayudó a matar a Susan en Bruselas, porque ella se habría dado cuenta de que él estaba detrás de todos los asesinatos allí. McCall logra escapar de la casa donde el resto del ex equipo de McCall y los actuales compañeros de equipo de Dave York, Kovac, Ari y Resnik, están esperando para atacar. McCall promete matar a todo el equipo antes de escapar.
Resnik y Ari se dirigen a la casa de Susan para matar a su esposo Brian, pero McCall interviene y lo ayuda a escapar. Dave York y Kovac irrumpen en el apartamento de McCall, donde Miles está pintando las paredes. Al poder monitorear el apartamento a través de cámaras web instaladas por seguridad, McCall dirige a Miles a un pasaje oculto detrás de una estantería, Miles logra escapar en ese momento, emerge de su escondite, pero al final es capturado cuando abre la puerta principal del apartamento.
Dave York deduce que McCall escapa y se oculta en su ciudad natal junto al mar, que en ese momento ha sido evacuada porque se acerca un huracán. Los mercenarios Kovac, Ari y Resnik comienzan a buscar en la ciudad con vientos huracanados, mientras que York se ubica en la torre de vigilancia de la urbe. Kovac entra en una tienda de aparejos de pesca deportiva, donde McCall lo mata con un arpón. Cuando el mercenario Ari se dirige hacia la costa, le perturban las imágenes de Susan que ve en el camino, McCall lo masacra con cuchillos y sigue adelante matando a los otros miembros de la pandilla de York, los mercenarios que ahora trabajan como sicarios para grupos criminales internacionales.
McCall luego ingresa a la antigua panadería de su difunta esposa para atraer al mercenario Resnik, quien resulta fatalmente herido en una explosión de harina, provocada por la propia granada de aturdimiento de Resnik. York revela que tiene a Miles atado en la cajuela de su automóvil y comienza a dispararle para atraer a McCall, entonces interviene McCall y se enfrenta a York en lo alto de la torre y lo mata.
De vuelta en Boston, la información recolectada por Susan antes de su muerte en Bruselas, sobre la pintura de su amigo Sam, ayuda a McCall a reunir a Sam con su hermana perdida. El joven Miles termina de pintar su mural en la pared de ladrillos del patio del complejo de apartamentos, regresa a la escuela y se enfoca en su arte. Habiéndose mudado de nuevo a su antigua casa en el pueblo natal, para retirarse y finalmente descansar, McCall mira hacia el mar en calma.

## Reparto
- Denzel Washington como Robert McCall.
- Pedro Pascal como Dave York.
- Ashton Sanders como Miles Whittaker.
- Bill Pullman como Brian Plummer.
- Melissa Leo como Susan Plummer.
- Orson Bean como Sam Rubinstein.
- Sakina Jaffrey como Fatima.
- Jonathan Scarfe como Resnick.
- Adam Karst como Ibrahim.

## Producción
El 24 de febrero de 2014, siete meses antes del estreno de The Equalizer, se anunció que Sony Pictures y Escape Artists estaban planeando una secuela, con Richard Wenk escribiendo nuevamente el guion. A inicios de octubre de 2014, Antoine Fuqua dijo en una entrevista que podría haber una secuela sólo si las audiencias lo reclamaban y si Denzel Washington lo quería. Dijo que era un personaje interesante y que la secuela podría tener un sabor más internacional.
El 22 de abril de 2015, Sony Pictures anunció una secuela con Washington regresando a su papel como el vigilante Robert McCall, mientras que el regreso de Fuqua aun no se había confirmado. En septiembre de 2016, Todd Black reveló que el guion del filme estaba completo y que Fuqua regresaría a dirigir la secuela, mientras que el rodaje empezaría en septiembre de 2017.
El 21 de agosto de 2017, Pedro Pascal se unió al reparto. Dos días después, Melissa Leo y Bill Pullman fueron confirmados para repetir sus papeles como Susan y Brian Plummer, y se reportó que la película sería producida por Jason Blumenthal, Black, Washington, Steve Tisch, Mace Neufeld, Alex Siskin y Tony Eldridge. El 24 de agosto de 2017, Ashton Sanders se unió a la película para interpretar a un personaje "que considera a McCall (el personaje de Washington) como una figura paterna". El 25 de marzo de 2018, se reveló que Sakina Jaffrey también se había sumado al reparto.

### Rodaje
El rodaje comenzó en el área del South End de Boston, Massachusetts, el 14 de septiembre de 2017. La filmación también tuvo lugar en Lynn Shore Drive en Lynn, Massachusetts, y en Marshfield.

## Estreno
The Equalizer 2 fue estrenada por Sony Pictures el 20 de julio de 2018. Sony originalmente había planeado estrenarla el 29 de septiembre de 2017, pero luego fue atrasada al 14 de septiembre de 2018. Fue más adelante cambiada al 3 de agosto de 2018, antes de elegir la fecha final del 20 de julio.

## Recepción
The Equalizer 2 ha recibido reseñas generalmente mixtas de parte de la crítica y de la audiencia. En el portal de internet Rotten Tomatoes, la película posee una aprobación de 52%, basada en 205 reseñas, con una calificación de 5.6/10, mientras que de parte de la audiencia tiene una aprobación de 60%, basada en más de 2500 votos, con una calificación de 3.5/5.
El sitio web Metacritic le ha dado a la película una puntuación de 50 de 100, basada en 43 reseñas, indicando "reseñas mixtas o promedio". Las audiencias encuestadas por CinemaScore le han dado a la película una "A" en una escala de A+ a F, mientras que en el sitio IMDb los usuarios le han dado una calificación de 6.7/10, sobre la base de 143 021 votos. En la página FilmAffinity la cinta tiene una calificación de 5.8/10, basada en 9556 votos.